# Rattus tiomanicus
Rattus tiomanicus är en däggdjursart som först beskrevs av Miller 1900.  Rattus tiomanicus ingår i släktet råttor, och familjen råttdjur. IUCN kategoriserar arten globalt som livskraftig. Inga underarter finns listade i Catalogue of Life.
Denna råtta förekommer i Sydostasien från centrala Malackahalvön till västra Filippinerna, Borneo och Bali. Arten lever i låglandet och vistas där i olika habitat. Den hittas bland annat i skogar, i buskskogar, i gräsmarker och i odlade områden.
Rattus tiomanicus når en kroppslängd (huvud och bål) av 15,5 till 17,5 cm och en svanslängd av 15,5 till 20 cm. Vikten är omkring 90 gram. Pälsen har på ovansidan en brun färg och buken är vitaktig. De stora öronen är bara glest täckta med hår. Även svansen har en mörk ovansida och en ljus undersida. Djuret kan av lekman förväxlas med svartråttan.
Individerna vilar i håligheter i omkullkastade träd eller i palmträdens kronor. Sällan hittas de i underjordiska bon som skapades av andra djur. Honor kan troligen para sig hela året. Per kull föds 2 till 7 ungar.
Rattus tiomanicus är känd som skadedjur på oljepalmens mogna frukter och i vissa områden förstör den upp till 5 procent av årets skörd.